# Возвращение (фильм, 2003, Россия)
«Возвраще́ние» — художественный кинофильм, первая режиссёрская работа Андрея Звягинцева. Главные роли исполнили Константин Лавроненко, Иван Добронравов и Владимир Гарин (погибший за два месяца до премьеры картины). Удостоен главного приза Венецианского кинофестиваля «Золотой лев», а также национальных наград «Ника» и «Золотой орёл» как лучший фильм года.

## Сюжет
Фильм начинается кадрами затонувшей лодки.
Воскресенье. Компания мальчишек прыгает с вышки в воду. Среди них двое братьев — Андрей и Иван. Все прыгают. Только Иван, не решаясь ни уйти, ни прыгнуть, остаётся сидеть на вышке. За ним приходит его мать; взволнованная, она уговаривает его уйти.
Понедельник. Иван приходит играть в футбол с ребятами, но те оскорбляют его за то, что он не решился прыгнуть. Из-за этого между братьями завязывается драка, после которой Иван гонится за Андреем до самого дома. Там они жалуются друг на друга матери, но она говорит, чтобы они не кричали, так как спит их отец. Братья удивлены. Они заходят посмотреть на спящего, после чего Иван находит на чердаке семейную фотографию, и они убеждаются, что это действительно их отец.
Семья садится за стол. Отец говорит сыновьям, что завтра берёт их с собой в поход. В ночь перед выездом братья рассуждают о том, откуда мог взяться их отец. Андрей предполагает, что он приехал к ним в отпуск, потому что мать всегда говорила им, что их отец — лётчик. Иван задаёт матери вопрос, откуда взялся отец, но не получает ответа.
Вторник. Братья едут с отцом в машине. Отец хочет, чтобы Иван называл его папой. Приехав в город, они ищут, где можно поесть. Найдя кафе и обнаружив, что оно закрыто, отец посылает Андрея найти другое место. Не дождавшись Андрея, они с Иваном уезжают. Спустя три часа Андрей находится: как выясняется, он нашёл работающее кафе, но не сообщил об этом. Отец отчитывает Андрея, затем все располагаются за столом. Поначалу Иван отказывается есть, но отец его заставляет. После трапезы отец поручает Андрею рассчитаться, оставляя ему кошелек. Заплатив, мальчики выходят на улицу. На них нападают хулиганы и силой отнимают бумажник. Андрей просит отца разобраться с хулиганами; тот садится в машину и уезжает. Позже он привозит одного из хулиганов и отдаёт его на расправу сыновьям. Однако те не решаются бить обидчика. Отец спрашивает у хулигана, зачем ему деньги, тот отвечает: «Жрать хотел», после чего отец даёт ему немного денег и отпускает, а сыновьям говорит, что у него появились срочные дела и ему нужно уезжать. И объясняет им, как добраться до дома. Обиженный решением отца, Иван иронически предполагает, что их следующая встреча снова произойдёт ещё лет через двенадцать. Сев в автобус, мальчики обсуждают наплевательское к ним отношение отца. Отец, передумав, стучит им в окно автобуса и велит вылезать: как выясняется, у него есть трое суток, чтобы добраться до некоего места, и он готов отправиться туда с ними. Компания делает остановку в лесу, где мальчики рыбачат. В разговоре с братом Иван выражает недоверие отцу, не исключая возможность того, что он (отец) преступник. Сыновья в недоумении от полусумасшедших поступков отца, который порой сам себе не отдаёт отчёта в своих поступках.
Среда. Иван удит рыбу в одиночестве. Андрей приходит к нему, чтобы сказать, что они едут дальше. В машине Иван в гневе продолжает сожалеть, что его оторвали от рыбалки. Раздражённый отец высаживает его из машины прямо на мосту и предлагает продолжить рыбалку, а сам уезжает с Андреем. Иван долгое время стоит в одиночестве. Начинается дождь, Иван всё ещё один. Но вот слышны гудки машины: это отец с Андреем вернулись за ним. Иван в гневе и слезах спрашивает отца, зачем он приехал, на что тот отвечает, что его просила побыть с ними мама. На лесной дороге машина вязнет в грязи, отец дает сыновьям топор и поручает нарубить веток, чтобы по ним машина смогла выехать. Ребята начинают выполнять указание. Иван предлагает Андрею отказаться от дальнейшей поездки, но тот не соглашается. Отец недоволен качеством работы Андрея, тот огрызается и получает за это удар от отца. Через некоторое время машина благополучно выбирается на дорогу.
Четверг. Берег озера. Отец говорит, что им предстоит переправиться на остров. Они чинят лодку, лежащую на берегу, отец устанавливает на неё мотор, припасённый заранее, и они отплывают. Однако через какое-то время мотор глохнет, и отец велит мальчикам грести. Иван жалуется на усталость и предлагает грести отцу самому, но тот не обращает внимания на его просьбу. Они приплывают на остров и устраиваются на ночлег. Перед сном Иван грозится убить ножом отца, если тот тронет его ещё раз.
Пятница. Утром Иван берёт из палатки отца нож, Андрей уговаривает Ивана его вернуть, но брат отказывается. Отец предлагает сыновьям осмотреть остров. На острове имеется маяк. Отец с Андреем забираются на него и оглядывают окрестности. Иван подниматься наверх отказывается. Начинается дождь, все возвращаются в лагерь. На острове имеется ещё деревянный дом, из-под которого отец выкапывает некий ящик и прячет его в лодке. Затем на этой же лодке братья собираются отправиться на рыбалку. Отец разрешает им, но велит вернуться через час. Те сильно опаздывают, отец отчитывает их, а затем, требуя объяснений, даёт пощёчины Андрею. Иван в гневе достаёт нож и грозится убить отца, но потом бросает этот нож, убегает и залезает на маяк. Отец с Андреем устремляются за ним. Иван закрывает люк, ведущий на верхнюю площадку маяка, и заявляет отцу, что прыгнет оттуда, если он попытается его достать. Отец делает попытку залезть по внешней стене строения, но срывается, падает вниз и разбивается. Андрей и Иван видят, что отец мёртв, и мальчики оттаскивают тело к лодке.
Суббота. Мальчики затаскивают тело отца в лодку и плывут туда, где оставили машину. Приплыв, они начинают грузить вещи, как вдруг Андрей, оглянувшись, кричит: «Папа!». Оказывается, не привязанная ими лодка отошла от берега и начала тонуть. Не имея возможности что-либо предпринять, мальчики садятся в машину и обнаруживают в ней фотографию, похожую на ту семейную фотографию с чердака.
В финале фильма идёт ряд чёрно-белых фотографий, сделанных мальчиками в поездке, и более ранних. На одной из них сфотографирован отец с одним из сыновей в возрасте до двух лет.

## В ролях
| Актёр                 | Роль                |
| --------------------- | ------------------- |
| Константин Лавроненко | отец                |
| Иван Добронравов      | младший брат Иван   |
| Владимир Гарин        | старший брат Андрей |
| Наталья Вдовина       | мать                |
| Галина Попова         | бабушка             |

## Создание
В начальном варианте сценария действие фильма являлось как бы воспоминаниями из далёкого прошлого — по сюжету, два брата, Арчил и Давид, будучи в возрасте около сорока лет, сидят на балконе дома в Нью-Йорке и вспоминают историю из своего детства.
По словам режиссёра, картину снимали на Ладожском озере, под Санкт-Петербургом. «Все территории, которые находятся между Ладожским озером и Финским заливом — это наши территории. За месяц облазили, объездили все берега, все худо-бедно любопытные, интересные места, отбирая точки для съёмок, — Зеленогорск, Выборг, Приозерск, Сосново».
В 2004 году издан фотоальбом фотографа Владимира Мишукова, который так и называется: «Возвращение / The Return».

## Награды
Фильм получил множество наград по всему миру:
- 2003 — пять призов Венецианского кинофестиваля: приз «Золотой лев», приз CinemAvvenire за лучший первый фильм, Приз Луиджи ди Лаурентиса – Лев будущего, премия SIGNIS Award, приз Sergio Trasatti Award (все — Андрей Звягинцев)
- 2003 — Премия Европейской киноакадемии за европейское открытие года (Андрей Звягинцев)
- 2003 — три приза кинофестиваля в Хихоне: специальный приз жюри (Андрей Звягинцев), лучший сценарий (Владимир Моисеенко, Александр Новотоцкий), лучший актёр (Владимир Гарин, Иван Добронравов, Константин Лавроненко)
- 2003 — приз Kingfisher Award за лучший дебют на кинофестивале в Любляне (Андрей Звягинцев)
- 2003 — участие в основном конкурсе кинофестиваля в Локарно
- 2003 — три премии «Золотой овен»: лучший фильм, лучший дебют (Андрей Звягинцев), лучшая операторская работа (Михаил Кричман)
- 2003 — приз ФИПРЕССИ на кинофестивале в Салониках (Андрей Звягинцев)
- 2003 — три премии «Золотой орёл»: лучший игровой фильм (Дмитрий Лесневский, Андрей Звягинцев), лучшая операторская работа (Михаил Кричман), лучшая работа звукорежиссёра (Андрей Худяков).
- 2004 — номинация на премию «Сезар» за лучший зарубежный фильм (Андрей Звягинцев)
- 2004 — номинация на премию «Золотой глобус» за лучший фильм на иностранном языке
- 2004 — приз за лучший фильм на фестивале современных фильмов в Мехико (Андрей Звягинцев)
- 2004 — две премии «Ника»: лучший игровой фильм (Дмитрий Лесневский, Андрей Звягинцев) и лучшая операторская работа (Михаил Кричман)
- 2004 — приз зрительских симпатий на кинофестивале в Тромсё (Андрей Звягинцев)
- 2004 — приз ФИПРЕССИ на кинофестивале в Палм-Спрингс (Андрей Звягинцев)
- 2005 — шведская премия «Золотой жук» за лучший зарубежный фильм (Андрей Звягинцев)
- 2005 — номинация на датскую премию «Бодиль» за лучший неамериканский фильм (Андрей Звягинцев)
- В 2003 году фильм был выбран претендентом на премию «Оскар» от России, но номинирован не был и в шорт-лист не вошёл.

## Премьера
29 августа 2003 года состоялся конкурсный показ ленты «Возвращение» на Венецианском кинофестивале. По окончании просмотра публика пятнадцать минут стоя аплодировала создателям фильма.
Премьера фильма в России состоялась 16 октября 2003 года. Мировая премьера — 31 октября 2003 года. Бюджет фильма — 400 000$. Мировые кассовые сборы фильма составили $ 4 429 093.